# Mohammad-Reza Mahdavi Kani
Mohammad Reza Mahdavi Kani (in persiano محمدرضا مهدوی کنی‎) (Shahrestān di Teheran, 6 agosto 1931 – Teheran, 21 ottobre 2014) è stato un politico e scrittore iraniano.

## Carriera politica
Mahdavi-Kani è stato membro-fondatore dell'Associazione dei Chierici Militanti, che ha guidato come segretario generale dal 1º novembre 1981 al 21 ottobre 2014.

## Opere accademiche
- Spiegazione dei corsi di Seminario Avanzato dell'Ayatollah Boroojerdi e dell'Imam Khomeini[2]
- Punti di partenza in logica pratica[2]
- Le basi e i principi dell'economia islamica nel Sacro Corano[2]
- La spiegazione della preghiera Iftitah[2]